# Torricellia angulata
Torricellia angulata là một loài thực vật có hoa trong họ Cornaceae. Loài này được Oliv. miêu tả khoa học đầu tiên năm 1889.